# Din carnetul unui vechi sufleur
Din carnetul unui vechi sufleur este o operă literară scrisă de Ion Luca Caragiale. 